# 伊芳·齊瑪
伊芳·齊瑪（英語：Yvonne Zima，1989年1月16日—），美國女演員，知名演出如電視劇《年輕和騷動不安的一族》（2009年至2012年）中的黛西·卡特一角。其他作品如電影《奪命總動員》（1996年）、《戰雲密佈》（1999年），以及電視劇《仁心仁術》（1994年至2000年）。

## 生平
伊芳·齊瑪生於紐澤西州菲利普斯堡，丹尼斯（Dennis）和瑪麗（Marie）的女兒。她的波蘭血統來自外祖父，姓氏在波蘭語中即「冬天」之意。兩個姊姊：瑪德琳和凡奈莎也是演員。
齊瑪早期的知名作品為1996年電影《奪命總動員》，在片中飾演吉娜·戴維斯的女兒。1994年至2000年間參演了長紅電視劇《仁心仁術》。2009年起至2012年於電視劇《年輕和騷動不安的一族》中的黛西·卡特一角。

## 外部連結
- 伊芳·齊瑪的X（前Twitter）
- 伊芳·齊瑪在互联网电影资料库（IMDb）上的資料（英文）